# فليتشير هودجز جونيور
فليتشير هودجز جونيور (بالإنجليزية: Fletcher Hodges Jr.)‏ هو عالم موسيقى أمريكي، ولد في 6 أغسطس 1905، وتوفي في 13 مارس 2006 بسبب ذات الرئة.